# Marion County, South Carolina
Marion County är ett administrativt område i delstaten South Carolina, USA. År 2010 hade countyt  33 062 invånare. Den administrativa huvudorten (county seat) är Marion.

## Geografi
Enligt United States Census Bureau har countyt en total area på 1 280 km². 1 267 km² av den arean är land och 13 km² är vatten.

### Angränsande countyn
- Dillon County, South Carolina - nord
- Horry County, South Carolina - öst
- Georgetown County, South Carolina - syd
- Williamsburg County, South Carolina - sydväst
- Florence County, South Carolina - väst

### Orter
- Marion (huvudort)
- Nichols